# 北戶田站
北戶田站（日语：／ Kita-toda eki */?）是位於埼玉縣戶田市大字新曾，屬於東日本旅客鐵道（JR東日本）的鐵路車站。車站編號是JA 20。停靠此站的路線在軌道名稱上是東北本線（別線），運行系統上則是埼京線。

## 車站構造
本站是高架車站，月台採島式月台1面2線的設計。

### 月台配置
| 月台 | 路線   | 方向 | 目的地                       |
| ---- | ------ | ---- | ---------------------------- |
| 1    | 埼京線 | 南行 | 池袋、新宿、大崎、臨海線方向 |
| 2    | 埼京線 | 北行 | 武藏浦和、大宮、川越方向     |

（來源：JR東日本:車站構內圖（页面存档备份，存于））

### 車站顏色
1985年（昭和60年）9月30日開業的埼京線各站（全部10個車站）設有車站顏色。到現在繼續使用。此站的顏色是橙色。

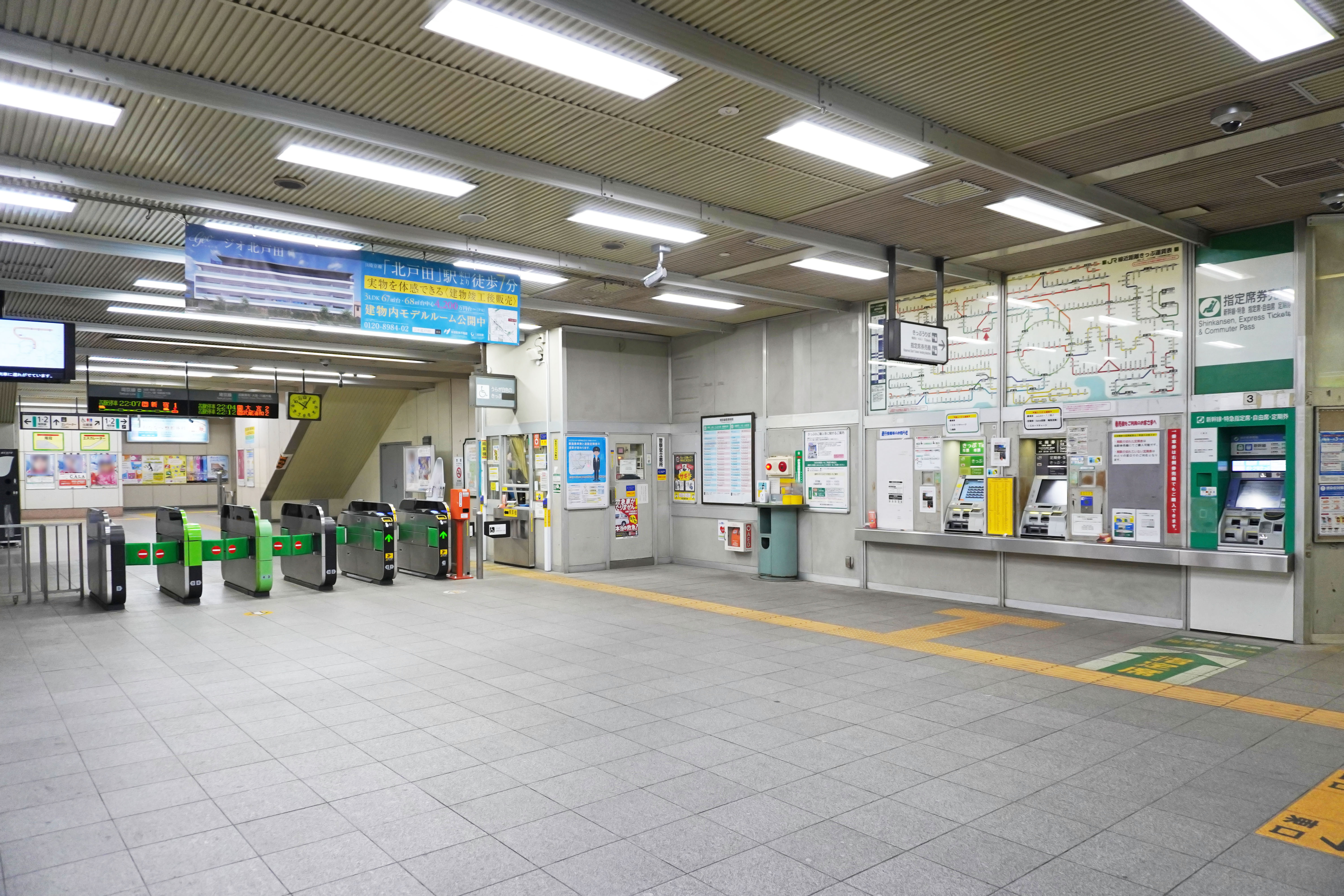
驗票閘口（2023年1月）
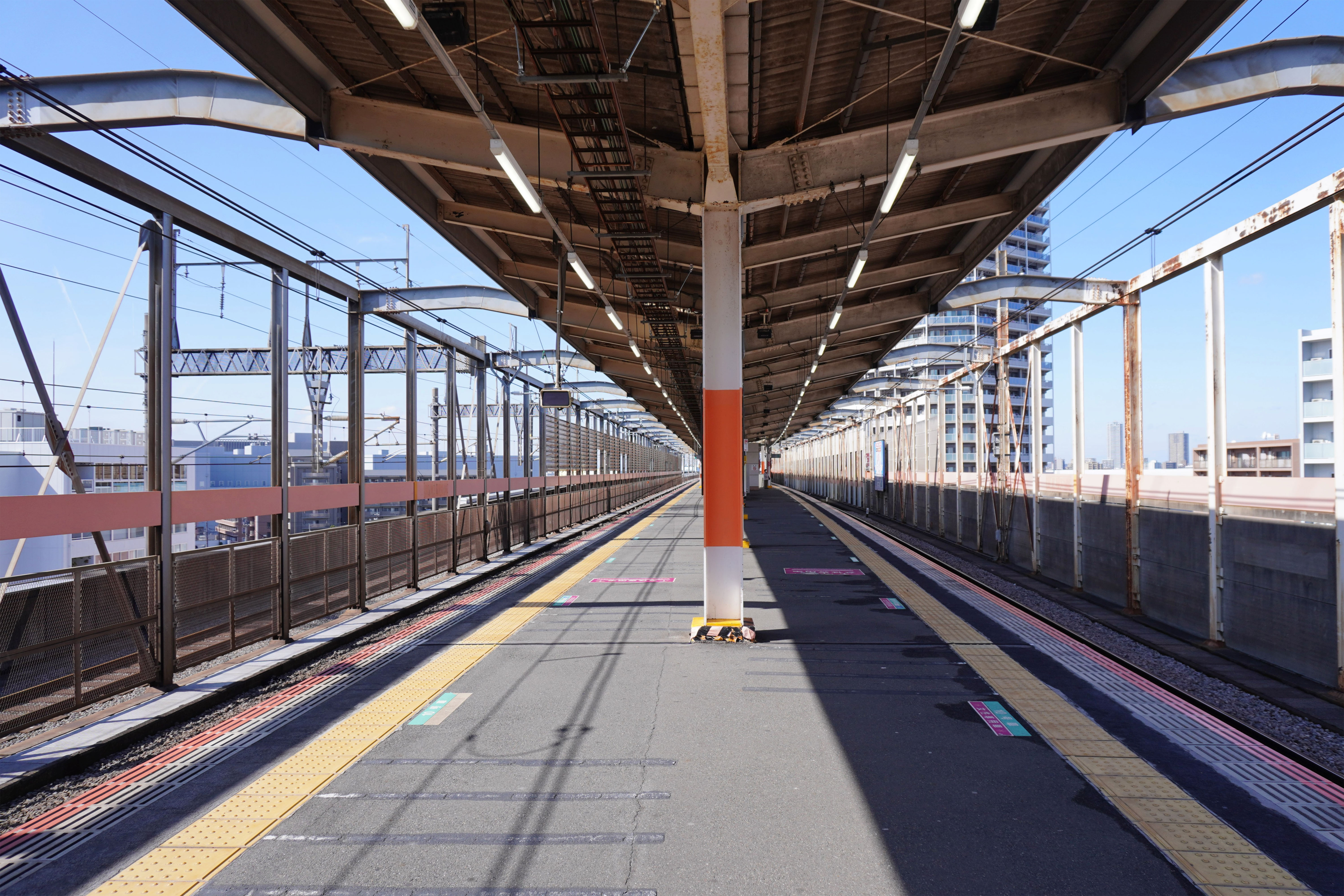
月台（2024年2月）

## 使用情況
2019年（令和元年）度的1日平均上車人次為22,196人。
近年的1日平均上車人次的推移如下表。
| 年度               | 1日平均上車人次 | 1日平均上車人次 | 1日平均上車人次 | 來源              |
| 年度               | 定期外          | 定期            | 合計            | 來源              |
| ------------------ | --------------- | --------------- | --------------- | ----------------- |
| 1985年（昭和60年） |                 |                 | 3,009           |                   |
| 1986年（昭和61年） |                 |                 | 5,300           |                   |
| 1987年（昭和62年） |                 |                 | 6,323           |                   |
| 1988年（昭和63年） |                 |                 | 7,755           |                   |
| 1989年（平成元年） |                 |                 | 8,893           |                   |
| 1990年（平成02年） |                 |                 | 9,561           |                   |
| 1991年（平成03年） |                 |                 | 10,300          |                   |
| 1992年（平成04年） |                 |                 | 10,884          |                   |
| 1993年（平成05年） |                 |                 | 11,186          |                   |
| 1994年（平成06年） |                 |                 | 11,451          |                   |
| 1995年（平成07年） |                 |                 | 11,971          |                   |
| 1996年（平成08年） |                 |                 | 12,414          |                   |
| 1997年（平成09年） | 3,391           | 9,611           | 13,002          |                   |
| 1998年（平成10年） | 3,343           | 9,596           | 13,039          |                   |
| 1999年（平成11年） | 3,511           | 10,438          | 13,949          | [ 埼玉県統計 1 ]  |
| 2000年（平成12年） | 3,595           | 10,530          | 14,125          | [ 埼玉県統計 2 ]  |
| 2001年（平成13年） | 3,491           | 9,882           | 13,372          | [ 埼玉県統計 3 ]  |
| 2002年（平成14年） | 3,580           | 9,935           | 13,515          | [ 埼玉県統計 4 ]  |
| 2003年（平成15年） | 3,700           | 10,134          | 13,833          | [ 埼玉県統計 5 ]  |
| 2004年（平成16年） | 3,869           | 10,188          | 14,057          | [ 埼玉県統計 6 ]  |
| 2005年（平成17年） | 3,914           | 10,591          | 14,505          | [ 埼玉県統計 7 ]  |
| 2006年（平成18年） | 4,054           | 11,039          | 15,092          | [ 埼玉県統計 8 ]  |
| 2007年（平成19年） | 4,129           | 11,476          | 15,605          | [ 埼玉県統計 9 ]  |
| 2008年（平成20年） | 4,165           | 11,997          | 16,163          | [ 埼玉県統計 10 ] |
| 2009年（平成21年） | 4,058           | 12,044          | 16,103          | [ 埼玉県統計 11 ] |
| 2010年（平成22年） | 4,149           | 12,433          | 16,583          | [ 埼玉県統計 12 ] |
| 2011年（平成23年） | 4,308           | 12,825          | 17,133          | [ 埼玉県統計 13 ] |
| 2012年（平成24年） | 4,524           | 13,421          | 17,945          | [ 埼玉県統計 14 ] |
| 2013年（平成25年） | 4,821           | 14,223          | 19,045          | [ 埼玉県統計 15 ] |
| 2014年（平成26年） | 4,982           | 14,652          | 19,634          | [ 埼玉県統計 16 ] |
| 2015年（平成27年） | 5,110           | 15,133          | 20,243          | [ 埼玉県統計 17 ] |
| 2016年（平成28年） | 5,123           | 15,436          | 20,560          | [ 埼玉県統計 18 ] |
| 2017年（平成29年） | 5,256           | 16,098          | 21,354          | [ 埼玉県統計 19 ] |
| 2018年（平成30年） | 5,367           | 16,653          | 22,020          | [ 埼玉県統計 20 ] |
| 2019年（令和元年） | 5,321           | 16,875          | 22,196          |                   |

備註
1. ↑  1985年9月30日開業。開業日から翌年3月31日までの計183日間を集計したデータ。

## 历史
- 1985年（昭和60年）9月30日－本站開業。
- 1987年（昭和62年）4月1日－國鐵分割民營化，本站由JR東日本接手管理。
- 2001年（平成13年）11月18日－智能卡系統Suica正式投入服務。
- 2007年（平成19年）8月1日－和其他戶田市車站一同把上行線月台的發車音樂改為戶田市市歌《啊！我們的戶田市》。
- 2007年（平成19年）10月31日－本站的綠色窗口停業，以對號座位專用售票機取代。

## 相鄰車站
東日本旅客鐵道
 埼京線
■通勤快速、■快速
通過
■各站停車
戶田（JA 19）－北戶田（JA 20）－武藏浦和（JA 21）

### 使用情況
JR1日平均使用人數
JR東日本2000年度以後上車人次
1. ↑  各駅の乗車人員（2000年度） （页面存档备份，存于） - JR東日本
2. ↑  各駅の乗車人員（2001年度） （页面存档备份，存于） - JR東日本
3. ↑  各駅の乗車人員（2002年度） （页面存档备份，存于） - JR東日本
4. ↑  各駅の乗車人員（2003年度） （页面存档备份，存于） - JR東日本
5. ↑  各駅の乗車人員（2004年度） （页面存档备份，存于） - JR東日本
6. ↑  各駅の乗車人員（2005年度） （页面存档备份，存于） - JR東日本
7. ↑  各駅の乗車人員（2006年度） （页面存档备份，存于） - JR東日本
8. ↑  各駅の乗車人員（2007年度） （页面存档备份，存于） - JR東日本
9. ↑  各駅の乗車人員（2008年度） （页面存档备份，存于） - JR東日本
10. ↑  各駅の乗車人員（2009年度） （页面存档备份，存于） - JR東日本
11. ↑  各駅の乗車人員（2010年度） （页面存档备份，存于） - JR東日本
12. ↑  各駅の乗車人員（2011年度） （页面存档备份，存于） - JR東日本
13. 1 2 3  各駅の乗車人員（2012年度） （页面存档备份，存于） - JR東日本
14. 1 2 3  各駅の乗車人員（2013年度） （页面存档备份，存于） - JR東日本
15. 1 2 3  各駅の乗車人員（2014年度） （页面存档备份，存于） - JR東日本
16. 1 2 3  各駅の乗車人員（2015年度） （页面存档备份，存于） - JR東日本
17. 1 2 3  各駅の乗車人員（2016年度） （页面存档备份，存于） - JR東日本
18. 1 2 3  各駅の乗車人員（2017年度） （页面存档备份，存于） - JR東日本
19. 1 2 3  各駅の乗車人員（2018年度） （页面存档备份，存于） - JR東日本
20. 1 2 3  各駅の乗車人員（2019年度） （页面存档备份，存于） - JR東日本

JR統計資料
1. ↑  埼玉県統計年鑑 （页面存档备份，存于） - 埼玉県
2. ↑  統計とだ （页面存档备份，存于） - 戸田市

埼玉縣統計年鑑
1. ↑  .   [2020-07-29]. （原始内容存档于2020-02-02）.
2. ↑  .   [2020-07-29]. （原始内容存档于2020-02-02）.
3. ↑  .   [2020-07-29]. （原始内容存档于2020-02-02）.
4. ↑  .   [2020-07-29]. （原始内容存档于2020-02-02）.
5. ↑  .   [2020-07-29]. （原始内容存档于2020-02-02）.
6. ↑  .   [2020-07-29]. （原始内容存档于2020-02-02）.
7. ↑  .   [2020-07-29]. （原始内容存档于2020-02-02）.
8. ↑  .   [2020-07-29]. （原始内容存档于2020-02-02）.
9. ↑  .   [2020-07-29]. （原始内容存档于2020-02-02）.
10. ↑  .   [2020-07-29]. （原始内容存档于2020-02-02）.
11. ↑  .   [2020-07-29]. （原始内容存档于2020-02-02）.
12. ↑  .   [2020-07-29]. （原始内容存档于2020-02-02）.
13. ↑  .   [2020-07-29]. （原始内容存档于2020-02-02）.
14. ↑  .   [2020-07-29]. （原始内容存档于2020-02-02）.
15. ↑  .   [2020-07-29]. （原始内容存档于2020-02-02）.
16. ↑  .   [2020-07-29]. （原始内容存档于2020-02-02）.
17. ↑  .   [2020-07-29]. （原始内容存档于2020-02-02）.
18. ↑  .   [2020-07-29]. （原始内容存档于2020-02-02）.
19. ↑  .   [2020-07-29]. （原始内容存档于2020-02-02）.
20. ↑  .   [2020-07-29]. （原始内容存档于2020-03-18）.

## 外部連結
- 車站資訊（北戶田）：東日本旅客鐵道

35°49′38.8272″N 139°39′37.1016″E / 35.827452000°N 139.660306000°E